# 港口列岛
港口列岛是一片位于广东省惠州市惠阳区大亚湾北部的群岛，分布于北纬22°39′至22°41′、东经114°35.35′至114°38′之间，南临中央列岛，由十余个岛礁组成，主岛为许洲。

## 地理

### 区域地理
港口列岛海域内海底地貌主要是侵蚀剥蚀低丘陵，主要有粉砂质土沉积，地下有北东向的王母断裂带，列岛岛屿构建在之上，断裂带上另有1条埋藏脊，从列岛外的鹅洲延伸至列岛内的鸡心岛呈北至东北向，长约3.2千米，宽500米，面积1.6平方千米，厚5米，顶部距离海底最小距离1.5米，属于上更新系统，可能为古代的沙堤。
列岛的岛屿均为基岩岛，其中许洲和白沙洲是火山岩丘陵，岛屿地层多分布于新生界第四系全新统和中生界侏罗系上统高基坪群地层，惟许洲处于古生界泥盆系中统鼎湖山群。列岛中的马鞭洲、芒洲、锅盖洲、许洲面积较大、水深和掩护条件较好。
列岛水域表层水温在26至30摄氏度，底层24至27摄氏度，根据许洲、马鞭洲潮汐站检测，列岛夏季和冬季均是不正规半日潮流，最大流速30每秒厘米；盐度夏季表层在29至31左右，底层在32至34左右，冬季表层在33.2至33.25左右，底层在33.25至33.35左右；蚀度较高，透明度在1至3米间。

### 列岛概况
港口列岛由下列岛礁组成，它们呈环形散布，总面积约1.45平方千米：
| 名称         | 名称         | 别称                        | 方位                                                                          | 概况 |
| ------------ | ------------ | --------------------------- | ----------------------------------------------------------------------------- | --- |
| 横沙排       | 横沙排       |                             | 北纬22°40.6′、东经114°35.8′；位于澳头港航道上，许洲西北800米，南距大陆2.3千米 | 面积0.003平方千米，岸长280米，海拔2.1米，南北走向长形岛屿。                                                                                                  |
| 亚洲         | 亚洲         | 鸦洲                        | 北纬22°41.7′、东经114°36.7′；位于许洲北2.1千米，西距大陆3.75千米              | 面积0.06平方千米，岸长1.22千米，海拔50.9米，东北至西南走向长形岛屿，中高西南低，南岸较陡，岛上灌草丛覆盖率约85%。                                            |
| 牛牯排       | 牛牯排       |                             | 北纬22°41.4′、东经114°37.1′；位于亚洲东南800米，西南距大陆4.5千米             | 面积0.003平方千米，岸长230米，海拔5.5米，岩石裸露，有水下礁盘。                                                                                              |
| 鸡心岛       | 鸡心岛       |                             | 北纬22°41.6′、东经114°38.2′；位于许洲东北3.25千米，西南距大陆5.8千米          | 面积0.004平方千米，岸长240米，海拔32米，形状似鸡心，海岸陡峭，灌从覆盖率约80%，亦有稀疏乔木，南侧岩石滩向南延伸400米。                                       |
| 鸡心岛       | 鸡心岛-01    |                             | 北纬22°41.6′、东经114°38.2′                                                   | 面积350平方米，岸长60米，海拔4.3米。 |
| 锅盖洲       | 锅盖洲       | 马鞭北岛子                  | 北纬22°40.9′、东经114°38.6′；位于马鞭洲北400米，西南距大陆5.6千米             | 面积0.05平方千米，岸长880米，海拔57.8米，大致呈圆形，海岸陡峭，岩石多裸露，有茅草和灌木，覆盖率约65%，中国第一批开发利用的无居民海岛之一。                   |
| 碇仔岛       | 碇仔岛       | 锚为碇                      | 北纬22°40.6′、东经114°36.6′；位于许洲北300米，西南距大陆2.7千米               | 面积0.01平方千米，岸长430米，海拔40.2米，形状似船，东北宽、西南尖三角形岛屿，灌从覆盖率约75%，岩石滩向外延伸约50米，东南有灯塔一座。                         |
| 许洲（主岛） | 许洲（主岛） | 喜洲                        | 北纬22°40.1′、东经114°36.4′；西南距大陆虎头咀1.15千米                         | 面积0.73平方千米，岸长4.89千米，海拔100.7米，东北至西南走向稍呈长方形，东北和中部高西南低，西北岸有湿地和冲沟，岛上有灌木和松树，覆盖率约80%，东南有避风塘。 |
| 白沙洲       | 白沙洲       |                             | 北纬22°39.8′、东经114°37.4′；位于许洲东1.35千米，西距大陆2.75千米             | 面积0.11平方千米，岸长1.56千米，海拔92.4米，东西走向长方形岛屿，海岸陡峭，灌草覆盖率80%以上。                                                                |
| 马鞭洲       | 马鞭洲       |                             | 北纬22°40.3′、东经114°38.8′；位于许洲东3.5千米，西南距大陆5.25千米            | 面积0.37平方千米，岸长3.24千米，海拔84.6米，形状似马鞭，南北走向岛屿，有泉水，灌草覆盖率约35%，是惠州海域无人岛中开发空间与强度最大的岛屿，附近风浪较大。    |
| 芒洲         | 芒洲         |                             | 北纬22°39.7′、东经114°38.8′；位于马鞭洲南500米，西距大陆5千米                 | 面积0.06平方千米，岸长1.3千米，海拔69.5米，中高南北低，有泉水，有灌草小乔木，覆盖率80%以上，北侧沙石浅谈向西北延伸300米。                                    |
| 西三洲       | 西一洲       |                             | 北纬22°39.5′、东经114°38.1′；位于许洲东南2.7千米，西距大陆4千米               | 面积0.01平方千米，岸长390米，海拔29.6米，岩石裸露，有茅草。                                                                                                  |
| 西三洲       | 西二洲       |                             | 北纬22°39.5′、东经114°38.2′                                                   | 面积0.005平方千米，岸长310米。 |
| 西三洲       | 西三洲       |                             | 北纬22°39.5′、东经114°38.3′                                                   | 面积0.002平方千米，岸长150米。 |
| 三洲         | 一洲         |                             | 北纬22°39.4′、东经114°38.5′；许洲东南3.4千米，西距大陆4.6千米                 | 面积0.009平方千米，岸长360米，海拔31.4米，岛上灌草丛覆盖率约60%。                                                                                            |
| 三洲         | 二洲         | 北纬22°39.4′、东经114°38.6′ | 面积0.003平方千米，岸长200米。                                                | |
| 三洲         | 三洲         | 北纬22°39.4′、东经114°38.6′ | 面积0.002平方千米，岸长150米。                                                | |

## 自然资源
港口列岛水域内主要产鲷鱼、石斑鱼、鱿鱼、江珧、珍珠贝等，为广州幼鱼、幼虾、贝类的保护区之一，是优良的鲷苗生产区、鱼虾类增殖区、珍贵贝类等的护养增殖区，其中许洲、白沙洲、马鞭洲等海域属于大亚湾产卵繁育场，主要在春季、秋季繁殖经济鱼类，马鞭洲屿附近海域亦有海龟栖息、活动。此外，列岛的多数岛屿周边有石珊瑚，覆盖率在7.5%至58.8%之间。列岛内亦分布有硬石膏、云母、褐铁矿、普通角闪石、磁铁矿等矿物。

### 环境保护
港口列岛位于1983年4月成立的大亚湾水产资源自然保护区实验区和核心区内，惟2021年马鞭洲因为开发强度高而被划出，其中核心区禁止任何单位或个人在进行一切可能造成危害或不良影响的活动。
2003年初，中海壳牌对其海上作业区进行了海底生态调查，发现其中有总约400平方米的两处珊瑚密集生长区，后将其移至鸡心岛、芒洲的西海岸线，共移植珊瑚群体29种5203个，一年后成活率95.2%。
2013至2014年，许洲上有企业为发展旅游私自在许洲无人岛建设餐厅宾馆，对海岛的生态环境造成了一定破坏，后被拆除。

## 列岛建设

### 水路
港口列岛主要有下列航道：
马鞭洲航道：位于马鞭洲东部，25万吨级，现时宽257米，底高程-20.8米，设立29座航标，规划航道底高程-23.4m，可供30万吨级船满载乘潮进港。
荃湾港区主航道：位于列岛西部虎头门附近，2万吨级，现时宽160米，底高程-14.7米，规划航道可供15万吨级船满载乘潮进港。
荃湾港区东航道：位于马鞭洲西部，规划航道底标高-13米，宽150米，可供5万吨级船满载乘潮进港。

### 岛屿开发
列岛内岛屿多是无居民岛，保持自然状态，仅人工设立过标识碑，惟许洲、马鞭洲、芒洲有或有过开发。除此外，未来鸡心岛规划与列岛外黄猫洲、纯洲、合卵洲、沙鱼洲、鹅洲之间通过填海造地形成陆域，通过栈桥与大陆相连。

#### 许洲
20世纪90年代初，列岛内在许洲的北湾附近曾修建、搭建房屋和防浪堤，在岛上汲井抽水，共70余户，高峰时近200人，逐渐发展为村落，因岛内混乱无序，设施落后，且位于保护区内，2020年对该岛启动全面清理整治工作，与渔民签订自愿搬离协议后，最终被清除。

#### 马鞭洲、芒洲
列岛中芒洲、马鞭洲有深水岸线，21世纪初，马鞭洲实施大爆破，开始填海建设，建设方向以物流仓储、交通运输、打造海岛临港石化产业基地等为主，现时两岛已具规模，未来亦规划通过栈桥与锅盖洲相连，共同形成石化工业岸线。

##### 海港
马鞭洲属于东马港区，1994年兴建一个15万吨级专用油码头，2007年3月，岛上新建了30万吨级的原油码头泊位一个，同年8月，再在岛上建设了15万吨级原油码头，现时专门设立了马鞭洲作业区，为中国海洋石油集团有限公司炼油项目、壳牌乙烯项目原料接卸区，有30万吨级泊位2个、15万吨级泊位2个，其吞吐量占惠州港总吞吐能力的68%。
此外，芒洲于2008年建设了吞吐量2000万吨油品装卸船码头和一个与马鞭洲的连接栈桥，现时亦有一30万吨级油品泊位位于岛东南侧。

##### 工业
岛上有中国石油化工集团、中海壳牌、中海炼油等企业的原油仓库，共有原油储油罐29个，接卸与运输来自中东、西非、南美等地区的原油，岛上石油可通过9千米长的海底管道上陆。

##### 其他设施
消防：马鞭洲上有马鞭洲消防站，下分惠州石化消防队、惠州华德消防队、惠州华瀛消防队。
治安：马鞭洲上有边防、边检等官兵驻守，负责边防警戒、维护治安等安全防范责任。
气象：2009年9月10日，马鞭洲建成海岛自動氣象站，可以检测台风、风暴潮等海洋气象灾害。
废弃物处理：马鞭洲岛上的油污水及生产污水经收集后排含油污水系统，污水经过处理后进行循环使用，用于岛上植物的绿化；对于废弃尘土有防风抑尘网建设和密闭运输系统，于2017年改造；除岛上设施外，2021年，因惠州港马鞭洲30万吨级航道扩建工程进行还在附近海域上设立了疏浚物临时性海洋倾倒区。

## 历史事件
港口列岛内曾于1943年发生过马鞭洲海战。1943年7月6日，广东人民抗日游击总队刘培海上独立中队16人组成突击队，将3艘风帆小木船伪装成渔船，在马鞭洲夜袭中华民国广东省反共救国军海军第四总队第四大队3艘武装船，经40多分钟战斗，击毙其大队长以下30余人，俘40余人，缴获轻机枪2挺、步枪40余支。